# Liutgard van Elten
Liutgard van Elten (Hamaland, 953 - Elten, 990) was de jongste dochter van Wichman IV van Hamaland en Liutgard van Vlaanderen. Zij werd de eerste abdis van het door haar vader gestichte sticht Elten.  
Na de dood op jonge leeftijd van haar broer, eveneens Wichman geheten, richtte haar vader het sticht Elten op. Liutgard van Elten werd hier rond 968 op zeer jonge leeftijd de eerste abdis. Haar oudere zuster Adela van Hamaland was het er niet mee eens dat twee derde van de bezittingen van hun ouders naar het sticht Elten ging en vocht de erfenis aan. 
Zie voor een in 2018 in Duitsland gepubliceerde wetenschappelijke theorie over Liutgard onder Reinhild van Riesenbeck.

## Voorouders
| Voorouders van Liutgard van Elten (953-990) | Voorouders van Liutgard van Elten (953-990)                           | Voorouders van Liutgard van Elten (953-990)                           | Voorouders van Liutgard van Elten (953-990)                           | Voorouders van Liutgard van Elten (953-990)                           | Voorouders van Liutgard van Elten (953-990)                                | Voorouders van Liutgard van Elten (953-990)                                | Voorouders van Liutgard van Elten (953-990)                           | Voorouders van Liutgard van Elten (953-990)                           |
| ------------------------------------------- | --------------------------------------------------------------------- | --------------------------------------------------------------------- | --------------------------------------------------------------------- | --------------------------------------------------------------------- | -------------------------------------------------------------------------- | -------------------------------------------------------------------------- | --------------------------------------------------------------------- | --------------------------------------------------------------------- |
| Overgrootouders                             | Everhard Saxo (830-898) ∞ Amalrade (–)                                | Everhard Saxo (830-898) ∞ Amalrade (–)                                | ? (?-?) ∞ ? (?-?)                                                     | ? (?-?) ∞ ? (?-?)                                                     | Boudewijn II van Vlaanderen (865-918) ∞ 884 Ælfthryth van Wessex (868-929) | Boudewijn II van Vlaanderen (865-918) ∞ 884 Ælfthryth van Wessex (868-929) | Herbert II van Vermandois (884-943) ∞ Adelheid van Frankrijk          | Herbert II van Vermandois (884-943) ∞ Adelheid van Frankrijk          |
| Grootouders                                 | Meginhard IV van Hamaland (898-952) ∞ Cunegonde (-)                   | Meginhard IV van Hamaland (898-952) ∞ Cunegonde (-)                   | Meginhard IV van Hamaland (898-952) ∞ Cunegonde (-)                   | Meginhard IV van Hamaland (898-952) ∞ Cunegonde (-)                   | Arnulf I van Vlaanderen (889-965) ∞ Aleidis van Vermandois (916-960)       | Arnulf I van Vlaanderen (889-965) ∞ Aleidis van Vermandois (916-960)       | Arnulf I van Vlaanderen (889-965) ∞ Aleidis van Vermandois (916-960)  | Arnulf I van Vlaanderen (889-965) ∞ Aleidis van Vermandois (916-960)  |
| Ouders                                      | Wichman IV van Hamaland (920-974) ∞ Liutgard van Vlaanderen (935-964) | Wichman IV van Hamaland (920-974) ∞ Liutgard van Vlaanderen (935-964) | Wichman IV van Hamaland (920-974) ∞ Liutgard van Vlaanderen (935-964) | Wichman IV van Hamaland (920-974) ∞ Liutgard van Vlaanderen (935-964) | Wichman IV van Hamaland (920-974) ∞ Liutgard van Vlaanderen (935-964)      | Wichman IV van Hamaland (920-974) ∞ Liutgard van Vlaanderen (935-964)      | Wichman IV van Hamaland (920-974) ∞ Liutgard van Vlaanderen (935-964) | Wichman IV van Hamaland (920-974) ∞ Liutgard van Vlaanderen (935-964) |